# Macroptila rotundata
Macroptila rotundata är en fjärilsart som beskrevs av Paul Dognin 1916. Macroptila rotundata ingår i släktet Macroptila och familjen björnspinnare. Inga underarter finns listade i Catalogue of Life.